# Файнштейн, Дэвид
Дэвид Файнштейн (англ. David 'Rock' Feinstein — Дэйвид Рок Файнстин; род. 20 января 1947, Кортленд, штат Нью-Йорк) — американский рок-музыкант, гитарист и вокалист в стиле хеви-метал, известный как участник Elf и The Rods.

## Биография
Родился в семье Фрэнка Файнштейна (1917—2010), из семьи еврейских эмигрантов из Румынии Сэмюэла и Сэйди Файнштейн, и Катлин Файнштейн (в девичестве Торкуати, 1922—1993), из семьи эмигрантов из Италии. Отец был управляющим отделом садоводства в Корнеллском университете. Со стороны матери — кузен вокалиста Ронни Джеймса Дио.
С семилетнего возраста обучался игре на трубе, позже на ударных инструментах. С восемнадцати лет играл в группе The Cindells, с которой выпустил два сингла. Осенью 1966 года Ронни Джеймс Дио пригласил его в качестве гитариста в Ronnie Dio and the Prophets, где он сменил гитариста Дика Боттофа. В феврале 1968 года группа попала в автокатастрофу, в которой Файнштейн отделался осложнённым переломом лодыжки, и после которой группа прекратила своё существование и превратилась в Electric Elves. Позже был гитаристом всех инкарнаций группы Elf (Electric Elves, 1967; Elves, 1968; Elf, 1972). В 1973 году покинул группу и ушёл из музыки, работал в отделе охраны природы в штате Нью-Йорк, открыл ресторан.
В 1978 году вместе с Джоуи Де Майо (бас-гитара) и Карлом Кенеди (ударные) основал трио David Feinstein’s Thunder, которое выпустило один трек «Slippin’ and Slidin’» на сборном EP We Remember Buddy Holly; Файнштейн на этой записи выступил как гитарист и вокалист. С ними же и в том же году записал свой первый сольный сингл. В том же 1978 году основал The Rods, которые распались в 1986 году и после длительного перерыва записали последний альбом в 2011 году. The Rods продолжают выступать с концертами (2015).
В 2000-е годы записал четыре сольных альбома, в том числе «Third Wish» (2004, с вокалистом Джоном Уэстом из Artension). Свою последнюю запись Ронни Джеймс Дио осуществил с Дэвидом Файнштейном: их песня «Metal Will Never Die» вошла в сольный альбом Файнштейна «Bitten By The Beast» (2010) и другая песня «Code», записанная во время той же сессии, вошла в альбом «Vengeance» (2011) группы The Rods и вышла отдельным синглом (2014).
Основной инструмент — 1959 Melody Maker; влияние — Джефф Бек, Джимми Хендрикс, Ричи Блэкмор.
Вместе с женой Денис владеет рестораном «Hollywood Restaurant» в Кортленде, где он живёт.

## Дискография

### The Cindells
- Clay Fulton and The Cindells 7" (трек «Wishing Well», 1963)
- «Don’t Bring Me Down» / «Mac Dougal Street» (барабанщик, 1965, 7" сингл)

### Elf
- «Hey, Look Me Over» / «It Pays to Advertise» (1967) — (под названием The Electric Elves, 7" сингл)
- «Walking in Different Circles» / «She’s Not the Same» (1969) — (под названием The Elves, 7" сингл)
- «Amber Velvet» / «West Virginia» (1970) — (под названием The Elves, 7" сингл)
- Elf (1972)
- And Before Elf There Were Elves (2011, сборник)

### Dave Feinstein’s Thunder
- «Slippin’ and Slidin’» (сборник различных коллективов We Remember Buddy Holly, 1978)
- «Road to California» (сборник различных коллективов Sounds ’79, 1979)

### Dave Feinstein
- «Midnight Lady» / «Ship on a Stormy Sea» (1978, 7" сингл)

### The Rods
- Rock Hard (1980)
- The Rods (1981)
- Wild Dogs (1982)
- In the Raw (1983)
- The Rods Live (1984)
- Let Them Eat Metal (1984)
- Heavier Than Thou (1986)
- Hollywood (1986) — (под названием Carl Canedy & David Feinstein & Garry Bordonaro & Rick Caudle; в 2015 году переиздан на лейбле Cult Metal Classics уже как The Rods)
- Vengeance (2011)
- «The Code» (2014, с Ронни Джеймсом Дио, сингл)
- «Great Big Fake Ones» (2014, сингл)
- Brotherhood of Metal (2019)
- Rattle the Cage (2024)

### A’La Rock
- Indulge (1990)

### David 'Rock' Feinstein
- One Night in the Jungle (2000)
- Bitten by the Beast (2010)
- Clash of Armor (2013)

### Feinstein
- Third Wish (2004)